# Repos pendant la fuite en Égypte (Barocci)
Le Repos pendant la fuite en Égypte est une œuvre de Federico Barocci, dit le Baroche, peinte vers 1573 et conservée à la Pinacothèque du Vatican.
Le tableau présente un épisode de la vie de Jésus, le Repos pendant la fuite en Égypte. La scène est peinte d'un point de vue simple et familial de manière à susciter la dévotion chez les fidèles. Au centre, la Vierge puise de l'eau. Derrière elle, Joseph tend une branche avec quelques cerises à Jésus. Le chapeau de paille, la flasque, le sac pour la nourriture contribuent à l'atmosphère de familiarité. Les cerises sont toutefois un symbole préfigurant la Passion du Christ.